# Henric de Montferrat
Henric (d. 1044 sau 1045) a fost margraf de Torino de la 1041 până la moarte.
Henric era fiul marchizului Guglielmo al III-lea de Montferrat cu Waza. El era fratele mai tânăr al lui Otto al II-lea de Montferrat. El și cu fratele său au fost co-seniori în Marca de Montferrat (marchio Monferratensis) începând din 1042.
Probabil în 1041, dar cu certitudine înainte de 19 ianuarie 1042, Henric s-a căsătorit cu Adelaida de Susa, moștenitoarea Mărcii de Torino, unind astfel cele două mari mărci din Italia de nord-vest.